# Думанська Віта Петрівна
Віта Петрівна Думанська — український науковець і громадська діячка; координаторка Руху ЧЕСНО.

## Життєпис
Народилась 10 липня 1985 року. У 2007 році закінчила Тернопільський економічний університет (нині — Західноукраїнський національний університет), у 2010 році — аспірантуру Київського економічного університету. 2010 (за іншими джерелами — 2011) року захистила кандидатську дисертацію «Освіта як чинник поліпшення демографічної ситуації».
Стажувалась у США, Норвегії, Данії, Швеції, Туреччині та Грузії.
2008—2015 — працювала у Київській школі економіки, де запустила навчальну програму з розвитку жіночого лідерства «Агроледі», програми обміну досвідом для молодих підприємців України та Норвегії, студентські обмінні програми між Україною та Швецією.
2010—2013 — старший викладач кафедри соціально-трудових відносин у Київському економічному університеті. Викладала дисципліни «Економіка праці та соціально-трудові відносини», «Людський розвиток».
З 2014 року працює на посаді старшого наукового співробітника Інституту демографії та соціальних досліджень НАН України. Сфера наукових інтересів: народжуваність, пронаталістська політика, соціальна політика. Авторка понад 30 наукових публікацій.

## Громадська діяльність
З 2019 року співпрацює із Світовим банком у проєкті з питань залучення громадян до прийняття рішень та оцінювання якості надання медичних послуг.
Один з лекторів відеокурсу «Як обирати, аби не шкодувати» на освітній платформі Prometeus, колумністка «Української правди» та «Нового времени».

### Рух ЧЕСНО
Долучилась до роботи Чесно у липні 2015 року, у вересні 2018 року стала координаторкою руху. Аналізує діяльність і фінанси партій та політиків, здійснює моніторинг виборчих кампаній. Перед парламентськими виборами 2019 року презентувала «Музей» виборчого трешу Руху ЧЕСНО у Національному історичному музеї історії України.

## Сім'я
Чоловік Думанський Олександр Володимирович, сини Олександр та Давид